# Budak
Budak ist ein türkischer männlicher Vorname sowie ein türkischer und kroatischer Familienname.

## Namensträger
- Abidin Budak (* 1943), türkischer Herpetologe
- Ismail Budak (* 1992), türkischer Fußballspieler
- Mile Budak (1889–1945), kroatischer Schriftsteller und faschistischer Politiker
- Neven Budak (* 1957), kroatischer Historiker
- Pınar Budak (* 1982), türkischstämmige Taekwondo-Athletin
- Ufuk Budak (* 1990), aserbaidschanischer Fußballspieler
- Vedat Budak (* 1991), türkischer Fußballspieler